# Hemmeligheden (film fra 2012)
 For alternative betydninger, se Hemmeligheden. (Se også artikler, som begynder med Hemmeligheden)
Hemmeligheden er en dansk spillefilm fra 2012, der er instrueret af Morten Køhlert efter manuskript af Thomas Howalt.

## Handling
De tre søskende Donna på 16, Rianne på 14 og Plet på 11 år bor sammen med deres mor på et husmandssted i en kirsebærplantage. En iskold januar morgen finder de mor liggende død på køkkengulvet. I hånden har hun 4 billettet til Barbados. Børnene beslutter at holde dødsfaldet hemmeligt og lægger hende i spisekammeret, hvor der er rigtig koldt. Men det er krævende at holde facaden, når kammerater, kærester, naboen Flejnert og det store samfund hele tiden trænger sig på. De tre børn finder også ud af, at mor havde en hel del hemmeligheder, og noget kunne tyde på, at hendes kaotiske og kærlighedsfyldte liv som dansktopsangerinde, kirsebæravler og hjemmegående husmor ikke var hele sandheden.

## Medvirkende
- Igor Svideniouk Egholm som Plet
- Nanna Finding Koppel som Donna
- Marta Holm som Rianne
- Bjarne Henriksen som Flejnert
- Claus Riis Østergaard som Søren
- Keld Heick som Sig selv